# Ytterjärna socken
Ytterjärna socken i Södermanland ingick i Öknebo härad, ingår sedan 1971 i Södertälje kommun och motsvarar från 2016 Ytterjärna distrikt.
Socknens areal är 45,20 kvadratkilometer, varav 44,39 land. År 2000 fanns här 833 invånare. Godsen Brandalsund och Ängsholm samt småorterna Solberga och Solåkrabyn och Ytterjärna med sockenkyrkan Ytterjärna kyrka ligger i socknen.  

## Administrativ historik
Ytterjärna socken har medeltida ursprung.
Vid kommunreformen 1862 övergick socknens ansvar för de kyrkliga frågorna till Ytterjärna församling och för de borgerliga frågorna till Ytterjärna landskommun. Landskommunen inkorporerades 1952 i Järna landskommun som 1971 uppgick i Södertälje kommun.
1 januari 2016 inrättades distriktet Ytterjärna, med samma omfattning som församlingen hade 1999/2000.  
Socknen har tillhört län, fögderier, tingslag och domsagor enligt vad som beskrivs i artikeln Öknebo härad. De indelta båtsmännen tillhörde Första Södermanlands båtsmanskompani.

## Geografi

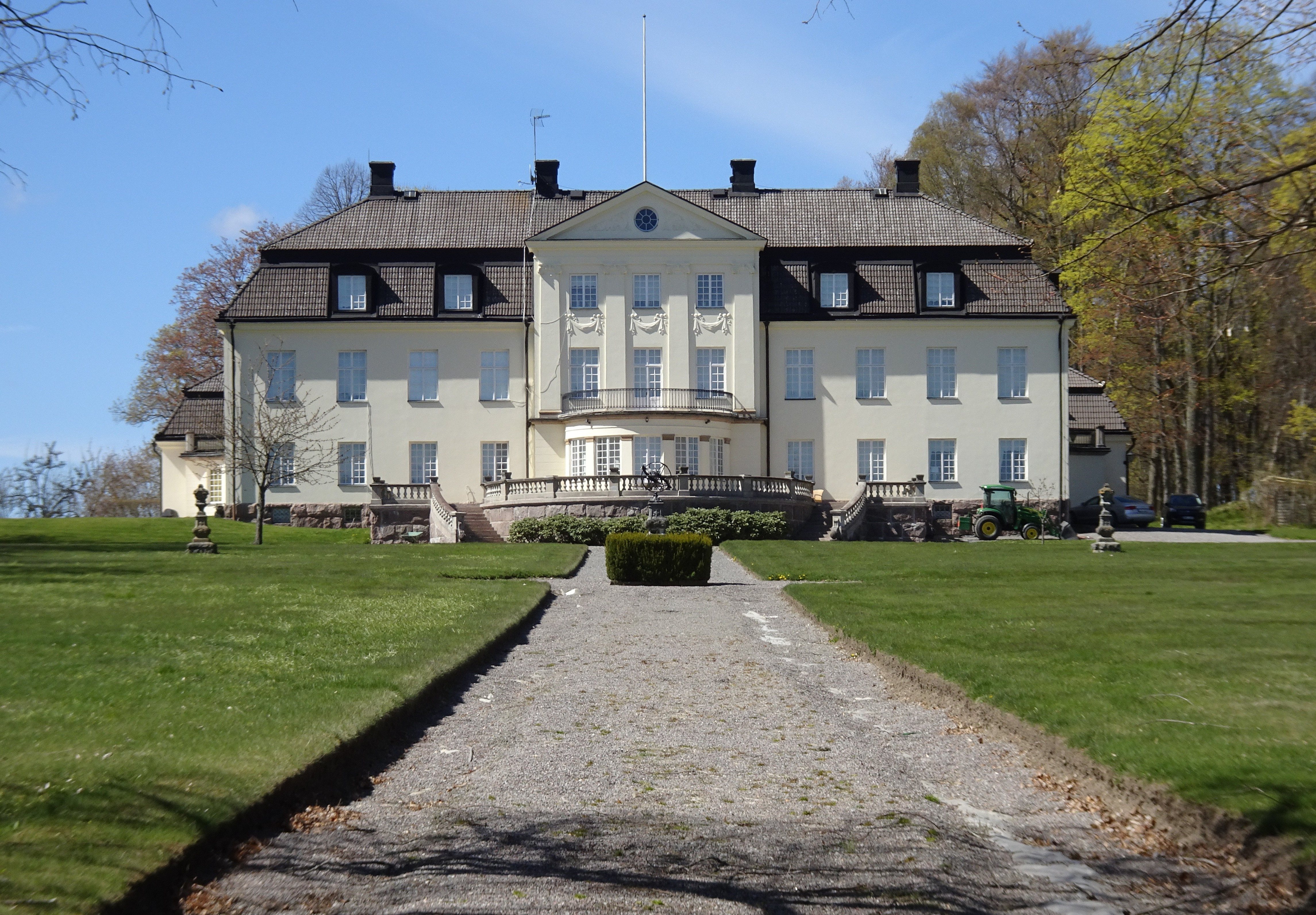
Brandalsunds gods.

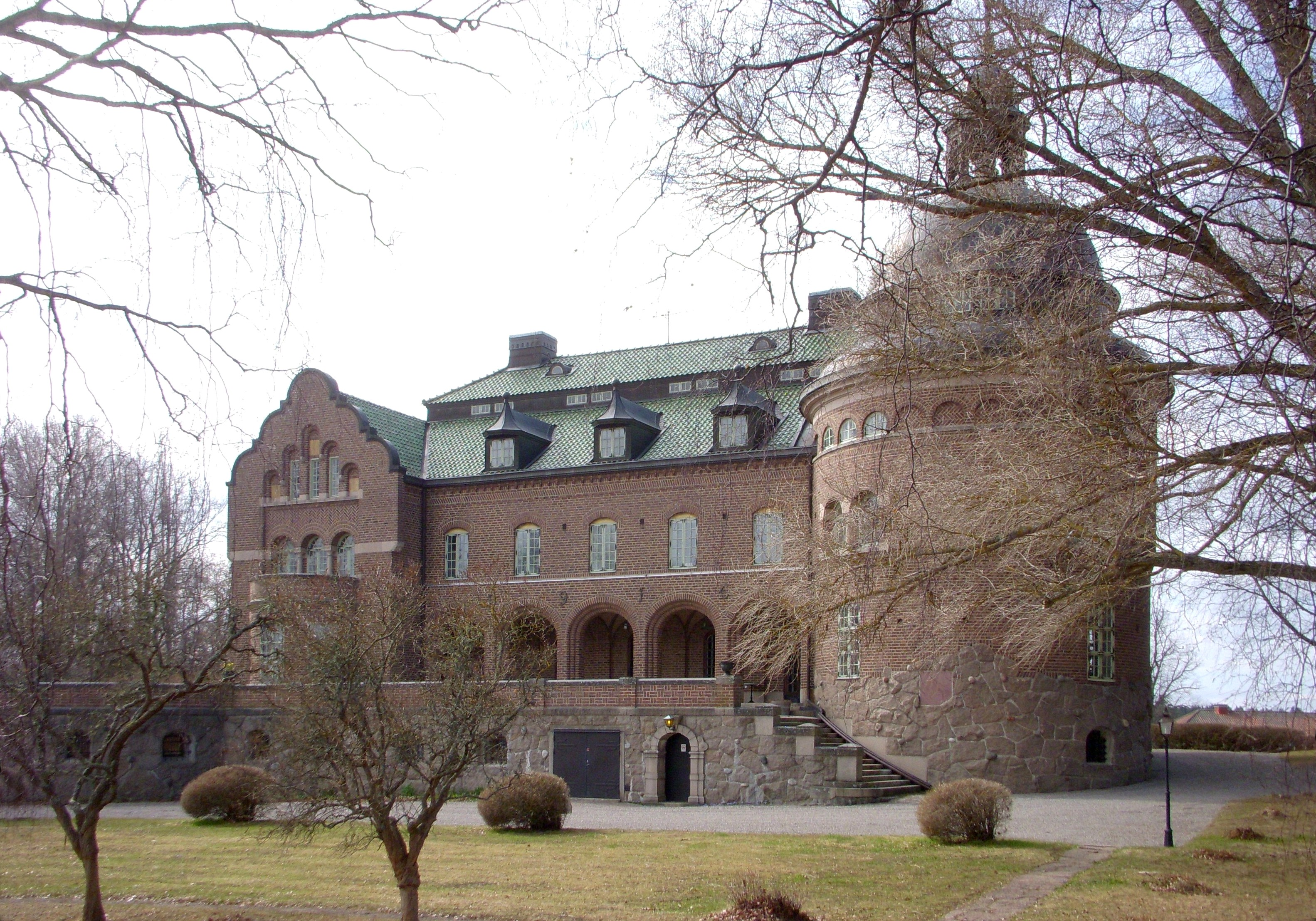
Ängsholms slott.

Ytterjärna socken ligger söder om Södertälje och väster om Järnafjärden och Hallsfjärden. Socknen har odlingsbygd vid Järnafjärden och skogsbygd i norr.

## Fornlämningar
Från bronsåldern finns flera gravrösen, skärvstenshögar och skålgropar. Från järnåldern finns 38 gravfält och två fornborgar. Fem runstenar har påträffats.

## Namnet
Namnet (1291 Giernum) är ett bygdenamn Giärna(r) bildat från garn, 'smal vik eller smalt sund'. Prefixet Väster finns skrivet 1353 och avser att socknen ligger längre ner utmed Moraån.
Före 1910 skrevs namnet även Ytter-Järna socken.